# Grönamarant
Grönamarant (Amaranthus hybridus) är en växt tillhörande amarantsläktet.